# The Lazarus Effect
The Lazarus Effect è un film del 2015 diretto da David Gelb. Il film è interpretato da Mark Duplass, Olivia Wilde, Sarah Bolger, Evan Peters e Donald Glover.

## Trama
Il ricercatore Frank Walton e la sua fidanzata Zoe, assieme agli scienziati Clay e Niko e alla giovane cameraman Eva, si riuniscono in segreto in un'università per effettuare dei test su animali morti usando un siero sperimentale, "Lazarus", che potrebbe resuscitarli. Dopo vari tentativi riescono finalmente a riportare in vita un cane, che viene adottato da Frank e Zoe con il nome di Rocky: questo però presenta comportamenti anomali, non ha mai appetito e la cataratta (di cui soffriva prima di morire) è scomparsa. Inoltre il siero, che dopo essere stato iniettato avrebbe dovuto dissolversi, continua a dilagare nel suo cervello.
Quando la rettrice dell'università scopre l'esistenza di questi macabri esperimenti costringe Frank ad abbandonare tutto; ad aggravare la situazione è il fatto che una società farmaceutica confisca ed acquisisce con l'occasione tutto il materiale di ricerca. Frank convince tutti a ritornare in segreto nell'università e rifare l'esperimento in modo da provare di essere loro i creatori del siero Lazarus e ricevere così gloria e fama. Usando del siero che Zoe teneva come riserva di emergenza, il gruppo rifà il procedimento ma qualcosa va storto e nel corso dell'esperimento Zoe muore folgorata sotto gli occhi dei presenti, che provano immediatamente a rianimarla invano. Frank, suo compagno ora disperato, decide di riportarla in vita con il siero nonostante i tentativi degli altri di dissuaderlo; nel panico del momento i suoi collaboratori lo aiutano tuttavia nell'esperimento; questo ha successo e la donna resuscita. Poco dopo capiscono però che qualcosa non va in Zoe, la quale scossa racconta di essere stata nella sua versione personale dell'Inferno: in questo caso aveva le sembianze del suo incubo ricorrente nato a causa di un trauma infantile (l'appartamento in cui viveva da ragazzina aveva preso fuoco e i suoi vicini di casa, bloccati all'interno, erano morti arsi vivi davanti suoi occhi). Frank però non le dà ascolto, pensando che semplicemente sia sotto shock, mentre Zoe, profondamente religiosa, continua a sostenere la sua versione. Intanto il siero prende possesso della sua mente, e la donna sviluppa poteri incredibili come telecinesi o telepatia, diventando sempre più aggressiva e pericolosa.
Questa aggressività e pericolosità la portano a tentare di baciare l'ex collega Niko, ma al suo rifiuto lo uccide orrendamente chiudendolo in un armadio e stritolandolo con il potere della telecinesi. Frank, Eva e Clay intuiscono rapidamente la minaccia di Zoe e mentre i primi due, terrorizzati, cercano un modo per uscire dall'università (poiché Zoe a loro insaputa aveva manomesso il sistema elettrico, bloccando porte ed ascensori) l'impulsivo Clay accusa la donna di aver assassinato Niko, già assente da diversi minuti: questa uccide anche Clay soffocandolo con la sua sigaretta elettronica. Zoe, ormai completamente fuori controllo, scaglia addosso a Frank e Eva tutti i mobili del laboratorio facendo loro perdere i sensi. Tempo dopo i due si risvegliano e non vedendo la donna nei paraggi si nascondono nell'obitorio. A questo punto l'uomo dà ad Eva un siero per sopprimere Zoe, facendole promettere di impedire a tutti i costi alla donna di fare del male ad altre persone. Frank, uscito dall'obitorio e trovata la fidanzata, prova quindi a iniettare il siero nella donna: Zoe, con un residuo di umanità, sembra inizialmente cedere alle parole tranquillizzanti del compagno ma potendo ormai leggere i pensieri, sente il suo vero intento e lo uccide. In seguito, grazie a un'ulteriore iniezione di Lazarus diventa ancora più potente di prima.
Eva, l'unica rimasta in vita, cerca di sconfiggere Zoe ma questa la porta nell'Inferno che lei aveva visto da morta: il suo appartamento in fiamme. La ragazza trova Zoe da bambina e scopre con orrore che ad aver appiccato l'incendio quella volta era stata proprio lei. Eva riesce a uscire dall'inferno e a trafiggerla con la siringa di Frank, ma la donna ormai troppo potente sopravvive ed uccide la povera Eva come gli altri. Nel finale vediamo Zoe intenta a resuscitare Frank e tutti gli altri con il Lazarus.

## Accoglienza

### Incassi
Il film ha incassato a livello mondiale oltre 36 milioni di dollari.

### Critica
Il film ha ricevuto per lo più critiche negative. Sul sito Rotten Tomatoes ha ottenuto il 14% dei voti basandosi su 86 recensioni. Si legge: "The Lazarus Effect ha un cast di talento e accenna uno spunto interessante, ma lo spreca totalmente con personaggi insulsi e sbiaditi e riciclando elementi già visti.

## Distribuzione
Il film è stato distribuito nelle sale cinematografiche statunitensi il 27 febbraio 2015. In Italia è stato distribuito il 21 maggio 2015.